# Ламской сельсовет
Ламской сельсове́т — сельское поселение в Становлянском районе Липецкой области. 
Административный центр — село Ламское.

## История
В соответствии с законами Липецкой области №114-оз от 02.07.2004 и №126-оз от 23.09.2004 сельсовет наделён статусом сельского поселения, установлены границы муниципального образования.
Решением Липецкого облисполкома от 11 ноября 1983 г. образован Чемодановский сельсовет путем разукрупнения Ламского сельсовета. Перешли: д. Вишнёвая, Глумово, Садовая, Чемоданово, Шевяковка.

## Население
| 2010 | 2012 | 2013 | 2014 | 2015 | 2016 | 2017 |
| ---- | ---- | ---- | ---- | ---- | ---- | ---- |
| 724  | ↘718 | ↘710 | ↗740 | ↘735 | ↘729 | ↘710 |
| 2018 | 2021 |      |      |      |      |      |
| ↗728 | ↘661 |      |      |      |      |      |

## Состав сельского поселения
| № | Населённый пункт | Тип населённого пункта       | Население |
| - | ---------------- | ---------------------------- | --------- |
| 1 | Казанский        | посёлок                      | 18        |
| 2 | Карабановский    | посёлок                      | 25        |
| 3 | Кличено-Заречье  | деревня                      | 6         |
| 4 | Лабынцево        | село                         | 18        |
| 5 | Ламская          | деревня                      | 64        |
| 6 | Ламское          | село, административный центр | ↘579      |
| 7 | Спасское         | село                         | 11        |
| 8 | Ханинский        | посёлок                      | 3         |